# رضوان ییلماز

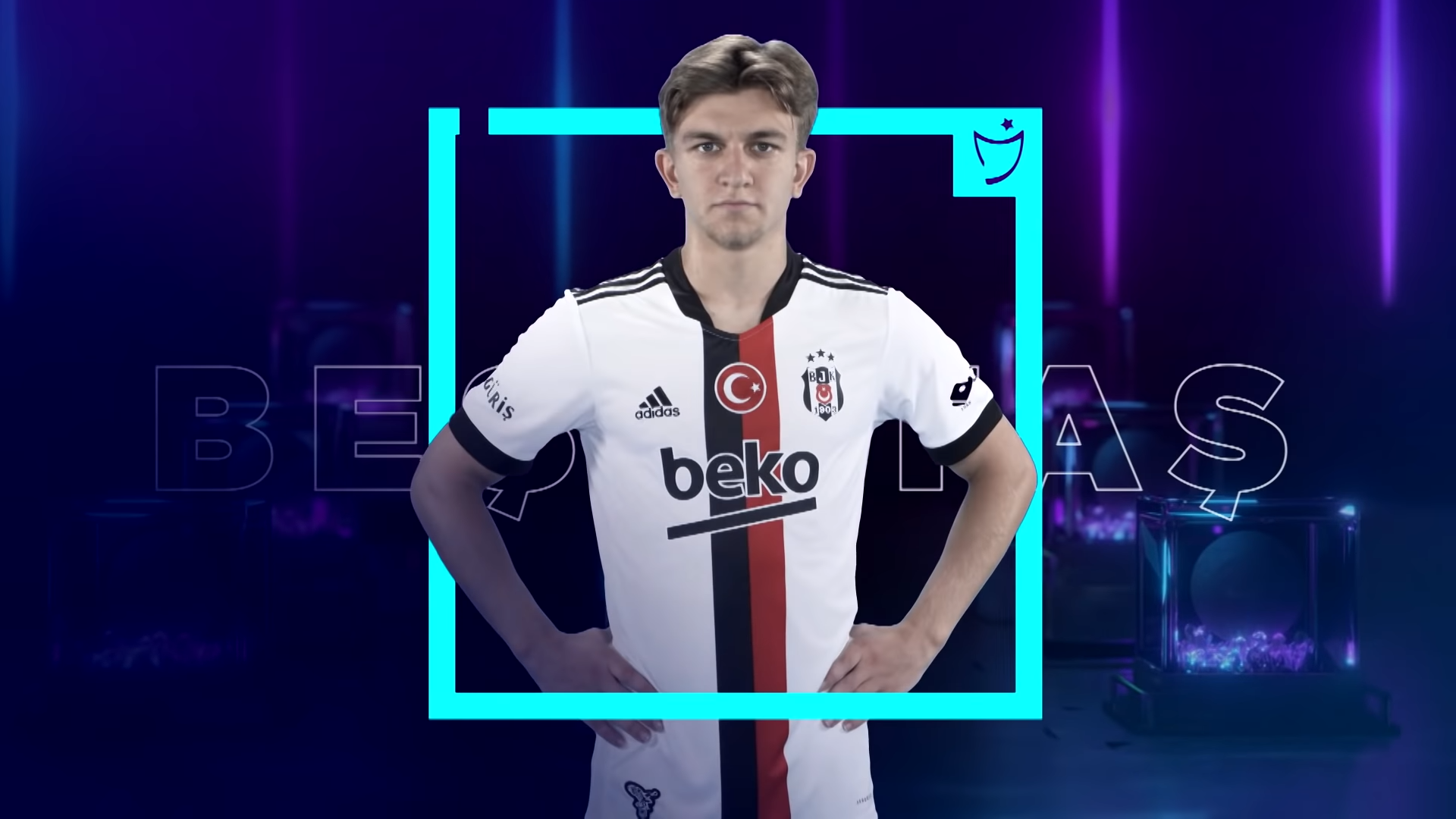
رضوان ییلماز، تصویر متعلق به سال ۲۰۲۱

رضوان ییلماز (انگلیسی: Rıdvan Yılmaz؛ زادهٔ ۲۱ مهٔ ۲۰۰۱) بازیکن فوتبال اهل ترکیه است.
وی همچنین در تیم‌های ملی فوتبال زیر ۲۱ سال ترکیه، و ترکیه بازی کرده‌است.